# 롯데시티호텔 명동
롯데시티호텔 명동(영어: Lotte City Hotel Myeongdong)은 대한민국 서울특별시에 위치하고 있다.